# 1394

## Esdeveniments
Països Catalans
Resta del món
- La Universitat de París intenta mitjançar entre els dos papes per resoldre el Cisma d'Occident[1]

## Naixements
Països Catalans
Resta del món
- 4 de març - Porto (Portugal): Enric el Navegant, infant de Portugal i primer Duc de Viseu (m. 1460).
- 12 de juliol - Japó: Ashikaga Yoshinori, 22è shogun.

## Necrològiques
Països Catalans
Resta del món